# Oreophryne habbemensis
Espèce
Statut de conservation UICN

 DD  : Données insuffisantes
Oreophryne habbemensis est une espèce d'amphibiens de la famille des Microhylidae.

## Répartition
Cette espèce est endémique de l'Est de la province de Papouasie en Nouvelle-Guinée occidentale. Elle se rencontre entre 3 000 et 3 500 m d'altitude dans les environs du lac Habbema,.

## Étymologie
Son nom d'espèce, composé de habbem[a] et du suffixe latin -ensis, « qui vit dans, qui habite », lui a été donné en référence au lieu de sa découverte, le lac Habbema.

## Publication originale
- Zweifel, Cogger & Richards, 2005 : Systematics of microhylid frogs, genus Oreophryne, living at high elevations in New Guinea. American Museum Novitates, no 3495, p. 1-25 (texte intégral).